# Brunhild von Oertzen
Brunhild von Oertzen (* 29. Juni 1930; † 2. Dezember 2002) war als Äbtissin  die Leiterin des  evangelischen  Damenstifts Kloster Isenhagen.

## Leben

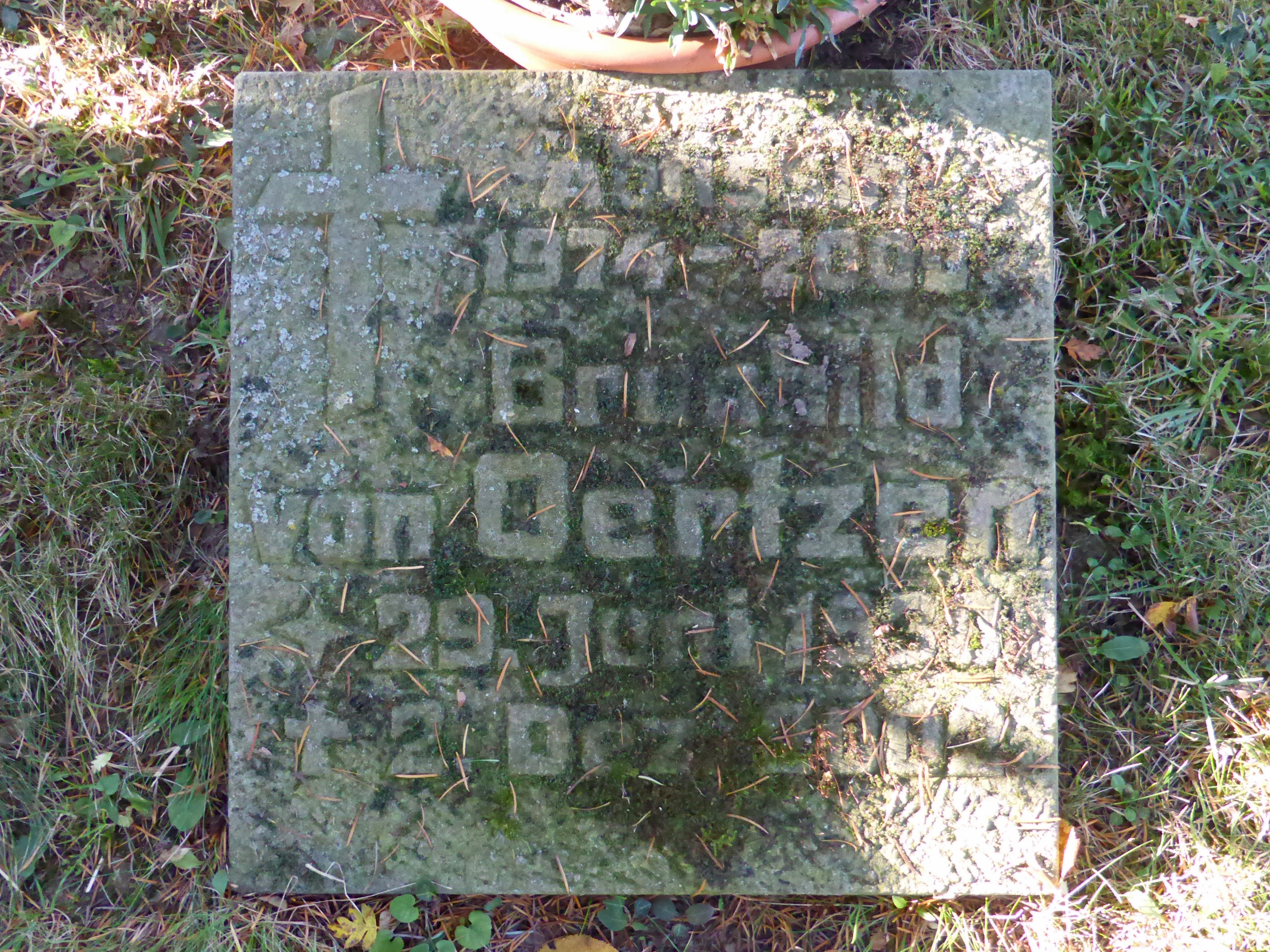
Grabstein

Frau von Oertzen entstammte einem alten mecklenburgischen Adelsgeschlecht mit slawischem Ursprung. Ihre Eltern waren der Offizier und Gutsbesitzer auf Herrenhaus Büttelkow Wilhelm von Oertzen und dessen zweite Ehefrau Brunhild von Zitzewitz-Bornzin. Der Vater, zuletzt Oberst a. D., konvertierte vor  dem Eingehen seiner dritte Ehe zum Katholizismus und wurde Devotionsritter des souveränen Malteserordens, seine erste Ehe war kirchlich annulliert worden. Brunhild hatte fünf Geschwister, alle aus derselben Ehe des Vaters, sie blieben evangelisch. Ihr Halbbruder Ulrich dagegen war katholisch.
Als junge Frau in der Region Isenhagen ansässig geworden, übernahm Brunhild von Oertzen die Leitung des Klosters Isenhagen. Typisch für junge Frauen aus adligen Familien, galt der Kulturort Kloster als eine gute Lebensform. Die Mutter der späteren Äbtissin zog mit in die Region, sie wurde auf dem Friedhof des Klosters Isenhagen beigesetzt. Das Grab der Äbtissin ist auf dem Friedhof Isenhagen erhalten.
Als Äbtissin plädierte sie für die Installation einer Kunsthalle für moderne Kunst. Zudem engagierte sie sich für den Ost-West-Dialog. Die Wiederherstellung des barocken Klostergartens war Oertzens letztes Projekt.